# Јуриј Лушков
Јуриј Михајлович Лушков (рус. Ю́рий Миха́йлович Лужко́в; Москва, 21. септембар 1936 — 10. децембар 2019) био је руски политичар и градоначелник Москве од 1992. до 2010. године.
За време његове владавине у Москви су обновљене многе историјске знаменитости уништене у совјетско доба, попут Храма Христа Спаситеља и зидина Китај-города. Извршена је рестаурација историјских споменика попут Московског Кремља и Храма Василија Блаженог. Замерено му је на изградњи дворца „Царицино“ чију је изградњу започела Катарина Велика 1775. године али која никада није у потпуности завршена, те критичари довршетак здања сматрају лажирањем историје. Критичари му замерају и на постављању огромног споменика Петру Великом који је израдио Зураб Церетели. Иницирао је рушење хотела „Русија“, једног од највећих хотела на свету по броју соба, изграђеног у совјетско доба на месту старог дела града „Зарјадје“, на самом прагу Црвеног трга. Лушков је такође идејни творац изградње модерног пословног центра „Москва Сити“ по угледу на западне метрополе. Завршио је изградњу трећег саобраћајног прстена, важног инфраструктурног пројекта и започео изградњу четвртог са циљем смањења гужви на градским улицама. У потпуности је обновљено и проширено свих 109 километара кружног пут „МКАД“ који окружује Москву. За време Лушкова отворен је низ станица метроа, као и пруга са једним колосеком тзв. монорејл и прва линија лаког метроа на ободу града.
Жена Јурија Лушкова, Јелена Батурина, је власник грађевинске фирме Интеко и најбогатија је Рускиња са процењеном имовином у вредности од 4 милијарде долара. Лушков је оптуживан за давање предности овој компанији на великим грађевинским пројектима.
Лушков је освојио више мандата на директним изборима за градоначелника. Након промене законодавства, управнике федералних јединица, у том смислу и градоначелнике Москве и Санкт Петербурга, поставља и смењује председник Русије. После сукоба са председником Дмитријем Медведевим, Лушков је смењен у септембру 2010. Наследио га је Сергеј Собјањин, који је обављао посао заменика председника владе Владимира Путина.